# John Coltrane
John William Coltrane (Hamlet, 23 de septiembre de 1926 - Nueva York, 17 de julio de 1967), también conocido como John Coltrane, fue un músico estadounidense de jazz, saxofonista y flautista.
Aunque también muy controvertido, se trata de uno de los músicos más relevantes e influyentes de la historia del jazz, a la altura de otros artistas como Louis Armstrong, Duke Ellington, Charlie Parker y Miles Davis. Se casó, en segundas nupcias, con la pianista de jazz Alice Coltrane (1937-2007).
Su trayectoria musical estuvo marcada por una constante creatividad y siempre dentro de la vanguardia, abarca los principales estilos del jazz posteriores al bop: hard bop, free jazz y jazz modal. La discografía de Coltrane es considerable: grabó alrededor de cincuenta discos como líder en doce años y apareció en más de una docena de discos guiado por otros músicos.
La obra de Coltrane está conscientemente vinculada al contexto sociohistórico en que fue creada (en concreto, a la lucha por los derechos civiles de las personas afrodescendientes) y, en muchas ocasiones, busca una suerte de trascendencia a través de determinadas implicaciones religiosas, como se puede advertir en la que es considerada por la crítica su obra maestra, A Love Supreme.
Una de las aportaciones más reseñables de Coltrane es la que se refiere a la extensión de los solos de jazz, al eliminar cualquier límite temporal a los mismos y dejar su extensión al arbitrio de las necesidades del intérprete (de ahí que algunos temas de Coltrane sobrepasen, por ejemplo, los treinta minutos).

## Biografía
Nacido el 23 de septiembre de 1926 en Hamlet, Carolina del norte, Coltrane fue hijo de John R. Coltrane, sastre e intérprete de varios instrumentos, y de Alice (Blair) Coltrane, costurera y sirvienta, aunque con estudios superiores y con capacidad para cantar y tocar el piano. Sus abuelos eran pastores metodistas, motivo por el cual John estuvo desde muy pequeño en contacto con los himnos y música de la iglesia.
Dos meses después de nacer, su abuelo materno, el reverendo William Blair, también líder político en su comunidad, fue nombrado regidor anciano de la A. M. E. Zion Church, por lo que la familia se trasladó a High Point, lugar donde crecería John.
Desde diciembre de 1938, su padre, sus abuelos y su tío fallecieron con pocos meses de diferencia, dejando diezmada la familia. Su madre tuvo que trabajar como criada para sostener a la familia. El mismo año, Coltrane se unió a una orquesta de la comunidad en la que vivía y en la que tocó el clarinete y el bombardino en mi bemol; en su orquesta del instituto tocó ya el saxofón. A comienzos de la Segunda Guerra Mundial, su familia se mudó a Nueva Jersey en busca de trabajo, dejando a John con unos amigos. Cuando en 1943 se graduó en el instituto, se trasladó en junio a Filadelfia donde la familia entera quedó reunida de forma provisional.

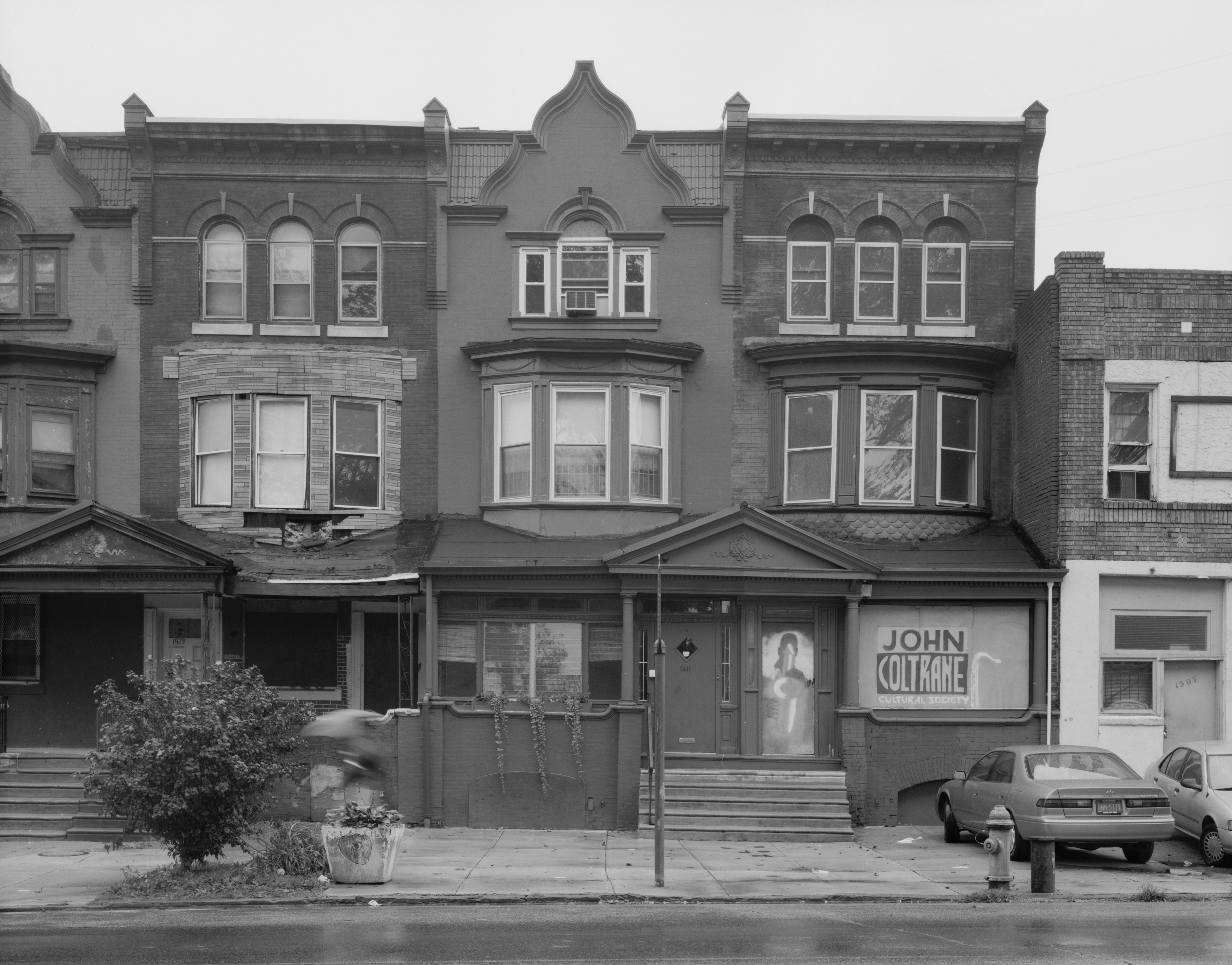
La casa de John Coltrane en Filadelfia.

Fue reclutado por la Marina en 1945 y un año más tarde volvería a Estados Unidos. Coltrane tuvo varios empleos durante los años cuarenta (siendo saxo alto) hasta que se unió a la Big Band de Dizzy Gillespie en 1949. Permaneció con Gillespie hasta la separación de la banda en mayo de 1950 (ahora tocando saxo tenor) y luego se unió a un pequeño grupo de Gillespie hasta abril de 1951, cuando volvió a Filadelfia para asistir a la escuela.
A principios de 1952 se unió a la banda de Earl Bostic, y en 1953, después de algunos roces con Eddie Vinson, se unió a un pequeño grupo de Johnny Hodges (durante un tiempo libre de este saxofonista de la orquesta de Duke Ellington), quedándose hasta mediados de 1954.
Aunque existen grabaciones de Coltrane tan tempranas como del año 1946, sus padres en ese momento no reconocieron el genio de este joven músico. Su verdadera carrera se extiende desde 1955 a 1967, durante los cuales le dio nueva forma al jazz moderno e influyó a generaciones de nuevos músicos. Coltrane estaba libre en Filadelfia en el verano de 1955 cuando recibió una llamada del trompetista Miles Davis. Davis, cuyo éxito a finales de los años 40 fue seguido por varios años de deficiente producción, quería comenzar de nuevo y formar un quinteto. Coltrane estuvo en la primera formación del grupo de Davis desde octubre de 1955 hasta abril de 1957. Un periodo en que se grabaron algunos de los discos más influyentes de Davis y fue cuando se evidenciaron las primeras señas del crecimiento de Coltrane. Este clásico primer quinteto es mejor representado por dos sesiones de grabación maratonianas realizadas para Prestige en 1956. Se disolvió a mediados de abril.
Durante la última parte de 1957 Coltrane trabajó con Thelonious Monk en la legendaria Five Spot de Nueva York. Luego volvió a unirse a Miles en enero de 1958, donde permaneció hasta abril de 1960, tocando habitualmente junto al saxo-alto Cannonball Adderley y el baterista Philly Joe Jones como un sexteto. Durante este tiempo participó en memorables discos como Milestones y Kind of Blue y además grabó sus más influyentes discos con su grupo, Blue Train y Giant Steps. A finales de su estadía con Davis, Coltrane comenzó a tocar el saxo soprano.
Coltrane formó su primer grupo, un cuarteto, en 1960. Tras pasar por el mismo músicos como Steve Kuhn, Pete La Roca y Billy Higgins, el grupo se estabilizó con el pianista McCoy Tyner, el bajista Jimmy Garrison y el baterista Elvin Jones.
Durante su estancia con Miles, Coltrane había firmado un contrato con Atlantic Records, para quien grabó el disco Giant Steps. Su primera grabación con su nuevo grupo fue My Favorite Things. El grupo exploraría la espiritualidad en trabajos como «A Love Supreme», publicada en el álbum del mismo nombre, es una obra lírica de cuatro partes basada en un simple ostinato de bajo:
Coltrane murió de cáncer de hígado en el Huntington Hospital en Long Island, Nueva York el 17 de julio de 1967.
Ravi Coltrane, hijo de John Coltrane, siguió los pasos de su padre y se convirtió en saxofonista.

## Santidad

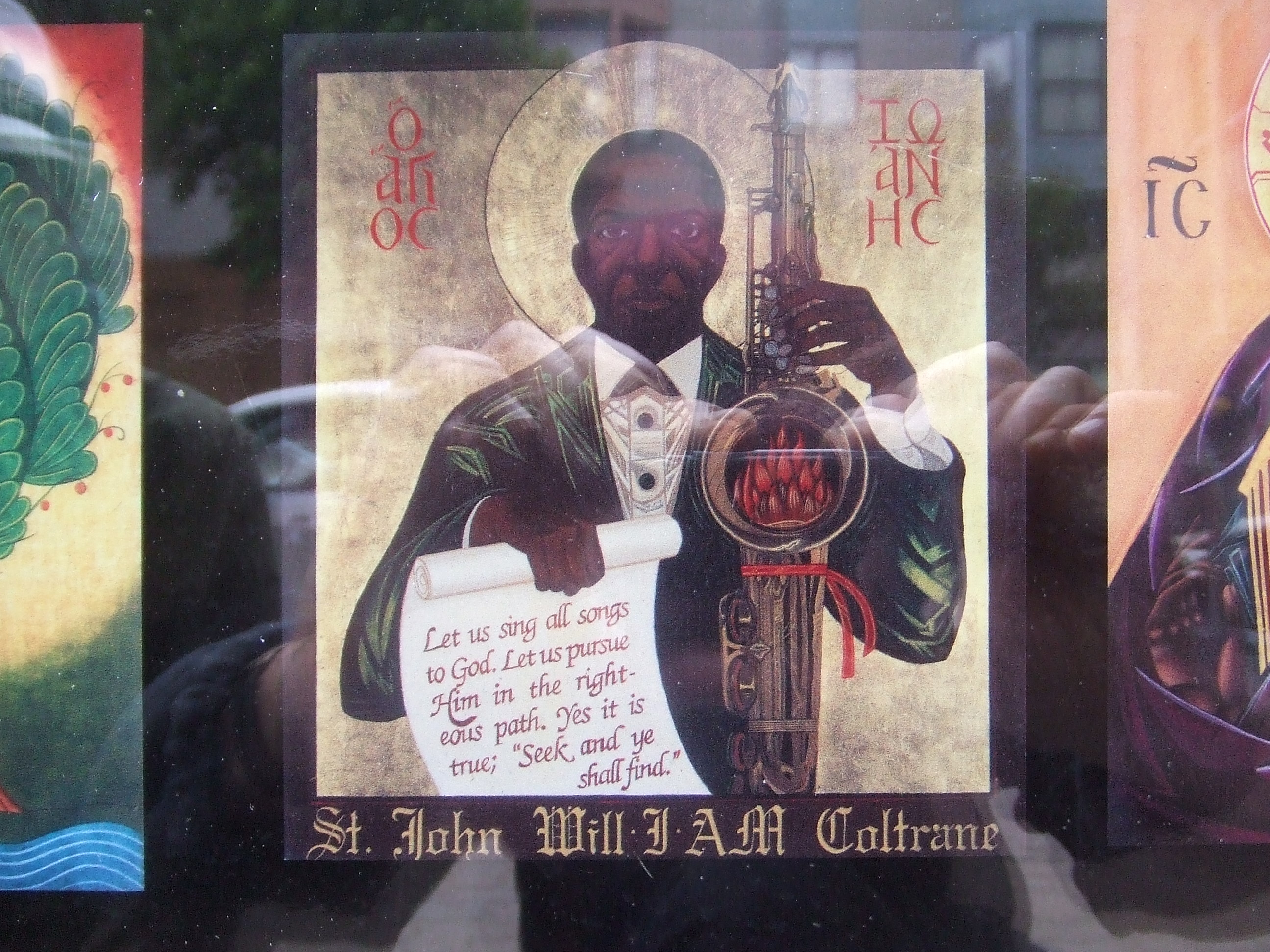
Icono de san John Coltrane.

Dos iglesias cristianas reconocen a John Coltrane como santo, estas son la Iglesia ortodoxa africana y la Iglesia episcopal de Estados Unidos, perteneciente a la Comunión anglicana.
Poco después de su muerte, algunos grupos empezaron a venerarlo casi como una divinidad.Para evitar cualquier tipo de deificación, la Iglesia ortodoxa africana decidió incluirlo a su calendario de santos. En San Francisco se fundó una iglesia con su nombre, y es la única de la iglesia ortodoxa africana que incorpora música de John Coltrane en su liturgia.
La iglesia episcopal también se ha referido a John Coltrane como santo.

## Discografía
NOTA: La fecha indicada es la de grabación, no la de edición. Un buen número de ellos, especialmente los grabados en conciertos, se editaron después de su muerte.

### Álbumes de John Coltrane como líder
| - 1957: Dakar - Original Jazz Classics - 1957: Coltrane - Original Jazz Classics - 1957: Lush Life - Original Jazz Classics - 1957: Traneing in - Original Jazz Classics - 1957: Blue Train - Blue Note - 1957: Cattin` With Coltrane And Quinichette - Original Jazz Classics - 1957: Wheelin And Dealin - Original Jazz Classics - 1957: The Beliver - Original Jazz Classics - 1957: The Last Trane - Original Jazz Classics - 1958: Soultrane - Original Jazz Classics - 1958: Settin` the Pace - Original Jazz Classics - 1958: Black Pearls - Original Jazz Classics - 1958: Standard Coltrane - Original Jazz Classics - 1958: The Stardust Session - Prestige - 1958: Bahia - Original Jazz Classics - 1958: Coltrane Time - Blue Note - 1958: Blue Trane: John Coltrane Plays The Blues - Prestige - 1958: Like Sonny - Roulette - 1959: Giant Steps - Atlantic - 1959: Coltrane Jazz - Atlantic - 1960: The Avant Garde - Atlantic - 1960: My Favorite Things - Atlantic - 1960: Coltrane`s Sound - Atlantic - 1960: Coltrane Plays The blues - Atlantic - 1961: Olé - Atlantic - 1961: The Best Of John Coltrane - Atlantic - 1961: The Heavyweight Champion - Rhino Records - 1961: Africa/Brass - Impulse! - 1961: The Complete Africa/Brass - Impulse! - 1961: Live At The Village Vanguard - Impulse! - 1961: Impressions - Impulse! - 1961: The Complete Paris Concerts - Magnetic - 1961: The Complete Copenhagen Concert - Magnetic - 1961: European Impressions - Bandstand - 1961: Live In Stockholm - Charly |  | - 1961: Coltranology, vols.I & II - Affinity - 1961: John Coltrane Quartet With Eric Dolphy - Black Label - 1961: John Coltrane Meets Eric Dolphy - Moon - 1962: Coltrane - Impulse IMPD - 1962: Coltrane - Impulse MCAD - 1962: From The Original Master Tapes - Impulse! - 1962: Live At Birdland - Charly - 1962: The European Tour - Pablo - 1962: The Complete Graz Concert vol 1 - Magnetic - 1962: The Complete Graz Concert vol 2 - Magnetic - 1962: The 1962 Graz Concert. Complete Edition - Jazz Lips - 1962: The Complete Stockholm Concert vol 1 - Magnetic - 1962: The Complete Stockholm Concert vol 2 - Magnetic - 1962: Stockholm` 62 The Complete Second Concert vol 1 - Magnetic - 1962: Stockholm` 62 The Complete Second Concert vol 2 - Magnetic - 1962: Visit To Scandinavia - Jazz Door - 1962: On Stage 1962 - Accord - 1962: Promise - Moon - 1962: Bye Bye Blackbird - Original Jazz Classics - 1962: Ballads - Impulse! - 1962: Ev`ry Time We Say Goodbye - Natasha - 1962: Live At Birdland And The Half Note - Cool & Blue - 1963: Coltrane Live At Birdland - Impulse! - 1963: John Coltrane & Johnny Hartman - Impulse! - 1963: The Gentle Side Of John Coltrane - Impulse! - 1963: The Paris Concert - Original Jazz Classics - 1963: 63' The Complete Copenhagen concert vol 1 - Magnetic MRCD - 1963: 63' The Complete Copenhagen concert vol 2 - Magnetic MRCD - 1963: Live in Stockholm, 1963 - Charly - 1963: Afro Blue Impressions - Pablo Live |  | - 1963: Newport 63' - Impulse! - 1964: Coast to Coast - Moon - 1964: Crescent - Impulse! - 1964: A Love Supreme - Impulse! - 1964: Dear Old Stockholm - Impulse! - 1965: The John Coltrane Quartet Plays - Impulse IMPD - 1965: The John Coltrane Quartet Plays - Impulse MCAD - 1965: The Major Works Of John Coltrane - Impulse! - 1965: Ascension - Impulse! - 1965: New Thing At Newport - GRD 105 - 1965: Live In Paris - Charly - 1965: Live In Antibes - French Radio Classic Concerts - 1965: Live In Antibes 1965 - LeJazz - 1965: Love In Paris - LeJazz - 1965: A Love Supreme: Live In Concert - Black Label - 1965: Live In Paris - Black Label - 1965: A Live Supreme - Moon - 1965: New York City 65' vol 1 - Magnetic MRCD - 1965: New York City 65' vol 2 - Magnetic MRCD - 1965: Live In Seatle - Impulse! - 1965: Meditations - Impulse! - 1966: Live At The Village Vanguard Again - Impulse! - 1966: Live In Japan - Impulse! - 1966: Stellar Regions - Impulse! - 1967: Expression - Impulse! - 1967: A John Coltrane Retrospective - Impulse! - 1967: One down, one up: Live at the Half Note - Impulse! - 1967: The Olatunji Concert: The Last Live Recording - Impulse! - 1965: Om (Álbum) - Impulse! (Póstumo - grabado en el año 1965) - 1970: Transition - Impulse! (Póstumo - grabado en el año 1965) - 1971: Sun Ship - Impulse! (Póstumo - grabado en el año 1965) - 1974: Interstellar Space - Impulse! (Póstumo - grabado en el año 1966) - 1977: First Meditations - Impulse! (Póstumo - grabado en el año 1965) - 2019: Blue world - Impulse! - 2021: A Love Supreme: Live In Seattle - Impulse! (Póstumo - grabado en el año 1965) |

### Álbumes con el grupo deMiles Davis
| - 1955: Miles - Original Jazz Classics - 1956: Cookin - Original Jazz Classics - 1956: Relaxin - Original Jazz Classics - 1956: Workin - Original Jazz Classics - 1956: Steamin - Original Jazz Classics - 1956: The Complete Prestige Recordings - Prestige! - 1956: Round About Midnight - Columbia - 1958: Milestones - Columbia - 1958: Miles And Coltrane - Columbia - 1958: '58 Sessions - Columbia |  | - 1958: Compact Jazz/Miles Davis - Phillips - 1958: Mostly Miles - Phontastic - 1958: Live In New York - Bandstand - 1959: Kind Of Blue - Columbia - 1960: On Green Dolphin Street - Jazz Door - 1960: Live In Zurich - Jazz Unlimited - 1960: Miles Davis In Stockholm Complete - Dragon - 1961: Some Day My Prince Will Come - Columbia - 1961: Circle In The Round - Columbia |

### Álbumes con el grupo deThelonious Monk
- 1957: Thelonious Himself - Original Jazz Classics
- 1957: Thelonious Monk With John Coltrane - Original Jazz Classics
- 1957: Monk`s Music - Original Jazz Classics
- 1958: Live At The Five Spot Discovery - Blue Note
- 1958: The Complete Riverside Recordings - Riverside
- 1958: The Complete Blue Note Recordings, vol.2 - Riverside

### Álbumes junto a otros líderes
| - 1951: con Dizzy Gillespie: Dee Gee Days 1951-1952 - Savoy - 1954: con Johnny Hodges: Used To Be Duke - Verve - 1956: con Tadd Dameron: Mating Call - Original Jazz Classics - 1956: con Paul Chambers: Chambers Music - Blue Note - 1956: con Paul Chambers: High Step 1956-1957 - Blue Note Records - 1956: con Paul Chambers: Whims Of Chambers 1956-1957 - Blue Note Records - 1956: con Elmo Hope: The All Star Sessions - Milestone - 1956: con Elmo Hope: Two Tenors & Informal - Milestone Records\|Prestige\|Victor - 1956: con Sonny Rollins: Tenor Madness - Original Jazz Classics - 1956: con Prestige All Stars: Tenor Conclave - Original Jazz Classics - 1956: con Tadd Dameron Quartet: Matting Call - Prestige Records - 1957: con Prestige All Stars: Interplay for two trumpets and two tenors - Original Jazz Classics - 1957: con Prestige All Stars: The Cats - Original Jazz Classics - 1957: con Prestige All Stars: Dakar - Prestige Records - 1957: con Prestige All Stars: Wheelin' And Dealin' - Prestige Records - 1957: con Oscar Pettiford: Winners`s Circle - Bethlehem - 1957: con Art Blakey: Art Blakey`s Big Band - Bethlehem - 1957: con Sonny Clark: Sonny`s Crib - Blue Note - 1957: con Cecil Taylor: Hard Driving Jazz - Blue Note - 1957: con Johnny Griffin: A Blowing Session - Blue Note - 1957: con Mal Waldron: Mal 2 - Original Jazz Classics - 1957: con Mal Waldron: Interplay For Two Trumpets And Two Tenors - Prestige Records - 1957: con Mal Waldron: The Dealers - Prestige Records - 1957: con Red Garland: All Morning' Long - Original Jazz Classics - 1957: con Red Garland: Soul Junction - Original Jazz Classics - 1957: con Red Garland: High Pressure - Original Jazz Classics - 1957: con Red Garland: Dig It - Original Jazz Classics |  | - 1957: con Tommy Flanagan: The Cats - Prestige Records - 1957: con Paul Quinichette: Cattin' With John Coltrane - Prestige Records - 1957: con Sonny Clark Sextet: Sonny's Crib - Blue Note - 1957: con Winners Circle: Winners Circle - Bethlehem - 1957: con Art Blakey: Art Blakey Big Band - Bethlehem - 1957: con Ray Draper: The Ray Draper Quintet featuring John Coltrane - Original Jazz Classics - 1958: con Ray Draper: A Tuba Jazz - Fresh Sound Records - 1958: con George Russell: New York, N.Y. - Decca - 1958: con Genne Ammons: The Big Sound - Original Jazz Classics - 1958: con Genne Ammons: Groove Blues - Original Jazz Classics - 1958: con Kenny Burrell: Kenny Burrel & John Coltrane - Original Jazz Classics - 1958: con Wilbur Harden: Jazz Way Out - Savoy - 1958: con Wilbur Harden: Tanganyika Strut - Savoy - 1958: con Wilbur Harden: Dial Africa - Savoy - 1958: con Wilbur Harden: Africa - The Savoy Sessions - Savoy - 1958: con Wilbur Harden: The Complete Savoy Sessions - Savoy - 1958: con Michel Legrand: Le Grand Jazz - Columbia - 1958: con Cecil Taylor: Coltrane Time - United Artists - 1958: con Julian 'Cannonball' Adderley: In Chicago - Mercury Record - 1959: con Miles Davis: Kind of Blue - Columbia Records - 1959: con Cannonball Adderley: Cannonbal & John Coltrane - Impulse! - 1959: con Milt Jackson: Bags & Trane - Atlantic - 1962: con Duke Ellington: Duke Ellington & John Coltrane - Impulse! |

### Recopilatorios junto con otros artistas
- The Prestige Recordings 1956-1958 - Blue Note
- The Art Of John Coltrane 1956-1958 - Blue Note
- John Coltrane And The Jazz Giant 1956-1958 - Prestige
- John Coltrane: The Bethlehem Years - Bethlehem
- The Last Giant 1949-1960 - Rhino

### Homenajes de otros artistas
- Suite Trane, In memoriam John Coltrane[5] - 2005, Whatmusic